# Prestonia megagros
Prestonia megagros là một loài thực vật có hoa trong họ La bố ma. Loài này được (Vell.) Woodson miêu tả khoa học đầu tiên năm 1934.